# Gouvernement Affi N'Guessan II
Deuxième République
Affi N'Guessan I Affi N'Guessan III
Le gouvernement Affi N'Guessan II fut formé quelques heures après la démission du gouvernement précédent.

## Composition du gouvernement

### Premier ministre
| Image | Fonction         |  | Nom                   | Parti |
| ----- | ---------------- |  | --------------------- | ----- |
|       | Premier ministre |  | Pascal Affi N'Guessan | FPI   |